# Пинар дел Рио (провинция)
Пинар дел Рио е най-западната провинция на Куба. Населението ѝ е 584 379 жители (по приблизителна оценка от декември 2019 г.), а площта 8884 кв. км. Намира се в часова зона UTC-5. Телефонният ѝ код е +53 – 48. Административен център е град Пинар дел Рио.

## Административно деление
Разделена е на 14 общини. Някои от тях са:
1. Канделария
2. Ла Палма
3. Мантуа
4. Пинар дел Рио
5. Сан Кристобал
6. Сан Луис
7. Сан Хуан и Мартинес
8. Сандино